# Saint-Juéry (Tarn)
Saint-Juéry é uma comuna francesa na região administrativa de Occitânia, no departamento de Tarn. Estende-se por uma área de 9,21 km². Em 2010 a comuna tinha 6 864 habitantes (densidade: 745,3 hab./km²).